# Marea Cometă din 1811
Marea Cometă din 1811 (denumită oficial C/1811 F1) este o cometă care a fost descoperită de Honoré Flaugergues, astronom amator și judecător de pace francez, la Viviers în departamentul Ardèche, la data de 25 martie 1811.
Când a fost descoperit, astrul se afla la 2,7 ua, în constelația Pupa, puțin deasupra orizontului. La 11 aprilie, astronomul Jean-Louis Pons l-a observat și el, de la Marsilia, fără să fi fost la curent cu descoperirea făcută de Flaugergues.
Cometa a trecut la periheliu la 12 septembrie. Vizibilă cu ochiul liber timp de mai multe luni, circa 260 de zile, un record, care a durat până în 1997, când ea a apărut cometa Hale-Bopp..
Cometa C/1811 F1 a atins magnitudinea de 0. Potrivit observațiilor lui William Herschel, cometa și-a desfășurat o coadă care se întindea pe 25° de pe bolta cerească la începutul lunii octombrie. Potrivit aceluiași astronom, coada cometei era divizată în două ramuri.
Cometa a fost observată, pentru ultima oară la 17 august 1812, de astronomul rus Vincent Vișnievski (în alfabetul rus: Винсент Вишневскиӥ)
Perioada sa orbitală este estimată la circa 3095 de ani.

## În jurul cometei
Caracteristicile extrem de spectaculoase ale cometei au marcat profund contemporanii. Conjuncția sa cu un val de căldură nemaiîntâlnită a suscitat preocupări de sfârșit de lume, ale căror ecouri se găsesc în literatura epocii, chiar mult mai târziu, și în lucrări atât de neașteptate, ca de exemplu  Physiologie du goût de Brillat-Savarin, și publicată doar abia în 1825, adică 14 ani mai târziu.
Corelativ, 1811 a fost un an viticol excepțional. Trecerea cometei la periheliu coincizând cu perioada culesului strugurilor, multe vinuri au fost „botezate” Vin de la Comète. Desenul unei stele pletoase apărea pe dopurile și pe etichetele sticlelor de șampanie.
Astrul este denumit și Comète de Napoléon. Lev Tolstoi a descris cometa din 1811 în Război și pace.